# Filientomon kurosai
Filientomon kurosai är en urinsektsart som först beskrevs av Imadaté 1974.  Filientomon kurosai ingår i släktet Filientomon och familjen lönntrevfotingar. Inga underarter finns listade i Catalogue of Life.